# Goniosupradens erythrodactyla
Goniosupradens erythrodactyla är en kräftdjursart som först beskrevs av Jean-Baptiste Lamarck 1818.  Goniosupradens erythrodactyla ingår i släktet Goniosupradens, och familjen simkrabbor. Inga underarter finns listade.